# Калач, Владимир Викторович
Владимир Викторович Калач (бел. Уладзімір Віктаравіч Калач; 15 декабря 1969, Брестская область — 13 мая 2024, Минск) — белорусский военный и государственный деятель, заместитель председателя Комитета государственной безопасности Республики Беларусь (2018—2021).

## Биография
С 22 января 2010 по 30 июня 2018 года работал начальником управления Комитета государственной безопасности Республики Беларусь по г. Минску и Минской области. 12 марта 2010 года назначен членом Минского облисполкома и членом Минского горисполкома. Являлся председателем Минской городской организации Белорусской федерации биатлона.
В 2011 году, после проведения президентских выборов в Белоруссии 2010 года, которые Европейским союзом были признаны недемократическими, а также силового разгона акции протеста в Минске 19 декабря 2010 года, был включен в список белорусских государственных деятелей и чиновников, на которых ЕС были наложены санкции. Европейские санкции были сняты 15 февраля 2016 года.
21 февраля 2012 года присвоено воинское звание генерал-майора
С 30 июня 2018 по 29 июля 2021 года являлся заместителем председателя Комитета государственной безопасности Республики Беларусь.
29 июля 2021 года назначен помощником Президента Республики Беларусь — инспектором по Минской области.
2 октября 2020 года был включён в санкционный список ЕС («Чёрный список ЕС»). Кроме того, на него распространены санкции Великобритании, Канады, Швейцарии. 20 ноября к октябрьскому пакету санкций ЕС присоединились Албания, Исландия, Лихтенштейн, Норвегия, Северная Македония, Черногория и Украина.
Умер 13 мая 2024 года в возрасте 54 лет.